# Mida Fah Jaiman
Mida Fah Jaiman (thailändisch ไมด้า ฟ้าใจมาน; * 1. Dezember 2002 in Mendrisio) ist eine thailändisch-schweizerische Skirennfahrerin. Sie startet hauptsächlich in den technischen Disziplinen Riesenslalom und Slalom.

## Karriere
Jaiman erlernte das Skifahren im Alter von drei Jahren. Sie gab ihr internationales Renndebüt am 15. November 2018 bei einem FIS-Slalom in Diavolezza. 2021 wechselte sie im Hinblick auf eine Teilnahme an den Olympischen Winterspielen 2022 zum Thailändischen Skiverband.
Bei ihrer Olympiateilnahme Peking schied sie jedoch sowohl im Riesenslalom als auch im Slalom aus. Erfolgreicher verliefen die Weltmeisterschaften im darauffolgenden Jahr in Courchevel bzw. Méribel. Mit den Plätzen 40 bzw. 41 im Slalom, respektive Riesenslalom gelangen ihr zwei Achtungserfolge.
Am 7. Januar 2024 feierte Jaiman beim Riesenslalom in Kranjska Gora ihr Weltcupdebüt, wobei sie bereits im ersten Durchgang ausschied.

## Erfolge

### Olympische Winterspiele
- Peking 2022: DNF Riesenslalom, DNF Slalom

### Weltmeisterschaften
- Courchevel/Méribel 2023: 40. Slalom, 41. Riesenslalom

### Weitere Erfolge
- 4 Platzierungen unter den besten 15 bei FIS-Rennen